# Сура (индуизм)
Су́ра (санскр. सुरा, IAST: surā) — хмельной напиток в Ведах, а также богиня, его персонифицирующая.

## Сура как напиток
Сура в отличие от сомы, носившей сакральный характер, считалась профаническим напитком (скорее всего из ячменя), предназначенным для людей и употреблявшимся в повседневной жизни. Но и она находит сакральное применение в ритуальных церемониях саутрамани и ваджапея. Возможно, сура участвовала и в домашних обрядах. При этом смешение сомы и суры недопустимо, так как наличие последней отравляет всю смесь. А. Хиллебрандт даже полагал, что сура и сома были в одно время соперничающими жреческими напитками.
В Ведах об этом напитке отзываются как положительно, так и отрицательно, с резким осуждением. Так, сура рассматривалась как проявление зла наряду с употреблением мяса и игрой в кости в «Атхарваведе» или просто в паре с игрой в кости в «Атхарваведе» и «Ригведе». Последняя в гимне Варуне (РВ VII, 86, 6) называет суру и игру в кости в числе соблазнов, вместе с гневом и неразумием. Сура являлась напитком мужчин в собраниях и считалась источником ссор. В то же время пока сура очищается, она очищает и жертвователя по «Шатапатха-брахмане» (ШБ XII, 8, 1, 16). Возлияния суры совершались питарам и Ашвинам.
Природа этого ведийского напитка не определена. По мнению учёных, это мог быть крепкий алкогольный напиток, созданный из забродивших зерён и растений, или вид пива или эля. Хранили суру в мехах (РВ I, 191, 10).

## Сура как богиня
Сура считается богиней вина и опьянения, персонификацией напитка суры. Иногда отождествляется с Варуни.
«Махабхарата» и «Вишну-пурана» сообщают, что при пахтаньи Молочного океана Сура, радующая богов, вышла из него или уже из сбитого масла вслед за богиней Шри и перед конём Уччайхшравасом. Боги приняли её, а дети Дити и Дану отвергли и стали называться «асуры» («неупотребляющие суру»).
По «Махабхарате» Сура являлась дочерью Варуны и Деви, старшей жены бога и дочери Шукры. Братом Суры был Бали. У тантристов Сура как богиня возглавляет обряд употребления вина.